# Каладжух
Каладжух на лезг. КIелет — село в Докузпаринском районе Дагестана. Образует сельское поселение село Каладжух как единственный населённый пункт в его составе.

## География
Расположено в 9 км к югу от с. Усухчай, на реке Усухчай (бассейн реки Самур), к западу от горы Острой.

## Этимология
В основе слова Каладжух, по лезгински — КIелет лежит слово «кIеле» — крепость.

## История
Село до 1934 года и в 1960—1993 годах входило в состав Ахтынского района.
На вершине невысокой горы Ага-ах, со всех сторон окруженное мощными стенами, располагалось селение Каладжух. На противоположном берегу реки Усух-вацI был расположен город Микрах.
Микрахцы и каладжухцы враждовали между собой из-за земель. Микрахцы много раз пытались ворваться в крепость и истребить каладжухцев. Наконец им удалось взять селение с помощью хитрости. Многие жители были уничтожены, оставшиеся в живых разбежались па разным селам. Одни из них основали селение Кала на территории нынешнего Рутула, другие ушли в Азербайджан и основали селение под таким же названием, часть жителей ушли в селение Каракюре. В разрушенном селении остался только один тухум Мензифар. Со временем сюда стали переселяться люди из Микраха и других сел, и постепенно селение переместилось в низовье, где оно расположено и в настоящее время.
В мае 2013 года Россией было передано Азербайджану пастбище «Кеджел», принадлежащее селу Каладжух площадью 900 га.

## Население
| 1895  | 1926  | 1939  | 1970  | 1989  | 2002  | 2010  |
| ----- | ----- | ----- | ----- | ----- | ----- | ----- |
| 1331  | ↘795  | ↗908  | ↗1161 | ↗1394 | ↗1750 | ↗1758 |
| 2012  | 2013  | 2014  | 2015  | 2016  | 2017  | 2018  |
| ↗1768 | ↘1757 | ↘1732 | ↗1756 | ↘1712 | ↘1695 | ↘1692 |
| 2019  | 2020  | 2021  | 2023  | 2024  | 2025  |       |
| ↘1689 | ↘1680 | ↘1635 | ↗1653 | ↘1635 | ↘1624 |       |

## Полезные ископаемые
Месторождения красящих глин (в 4 км к юго-востоку от села).